# Condado de Atlantic
El condado de Atlantic (en inglés: Atlantic County), fundado en 1837, es uno de los 21 condados en el estado estadounidense de Nueva Jersey. En el 2010 el condado tenía una población de 274 549 habitantes en una densidad poblacional de 174 personas por km². La sede de condado es Mays Landing.

## Geografía
Según la Oficina del Censo, el condado tiene un área total de 1738 km² (671 mi²), de la cual 1453 km² (561 mi²) es tierra y 285 km² (110 mi²) (16.44%) es agua.

### Condados adyacentes
- Condado de Burlington (norte)
- Condado de Camden (noroeste)
- Condado de Cape May (sur)
- Condado de Cumberland (suroeste)
- Condado de Gloucester (noroeste)
- Condado de Ocean (noreste)

## Demografía
Según el censo de 2000, habían 252 552 personas, 95 024 hogares y 63 190 familias residiendo en el condado. La densidad de población era de 174 hab./km². Había 114 090 viviendas con una densidad media de 79 viviendas/km². El 68,36% de los habitantes eran blancos, el 17,63% afroamericanos, el 0,26% amerindios, el 5.06% asiáticos, el 0,05% isleños del Pacífico, el 6.06% de otras razas y el 2,58% pertenecía a dos o más razas. El 12,17% de la población eran hispanos o latinos de cualquier raza.
Los ingresos medios por hogar en el condado eran de $43 933 y los ingresos medios por familia eran $51 710. Los hombres tenían unos ingresos medios de $36 397 frente a los $28 059 para las mujeres. La renta per cápita para el condado era de $21 034. Alrededor del 10,50% de la población estaban por debajo del umbral de pobreza.

## Localidades

### Ciudades
Absecon |
Atlantic City |
Brigantine |
Corbin City |
Egg Harbor City |
Estell Manor |
Linwood |
Margate City |
Northfield |
Pleasantville |
Port Republic |
Somers Point |
Ventnor City

### Boroughs
Buena |
Folsom |
Longport

### Pueblo
Hammonton

### Municipios
Buena Vista |
Egg Harbor |
Galloway |
Hamilton |
Mullica |
Weymouth

### Lugares designados por el censo
Collings Lakes |
Elwood |
Mays Landing |
Pomona |
Smithville

### Áreas no incorporadas
Dorothy |
Landisville |
Richland |
Sweetwater